# Henry Hiles
Henry Hiles (* 31. Dezember 1826 in Shrewsbury; † 20. Oktober 1904 in Worthing) war ein englischer Komponist, Organist und Musikpädagoge.
Hiles spielte seit seiner Kindheit als Autodidakt Klavier und Orgel. 1846 wurde er Vertreter seines ältesten Bruders John Hiles als Organist in seiner Heimatstadt. Es folgten Organistenstellen in Bishopwearmouth (1847), an St. Michael’s, Wood Street (1859), dem Blind Asylum in Manchester (1859) in Bowden (1861) und an St. Paul’s in Manchester (1863–67). Ein Musikstudium in Oxford schloss er 1867 mit dem Doktorgrad ab. Ab 1867 unterrichtete er Harmonielehre und Komposition am Owen’s College in Manchester, 1893 wurde er Professor am Manchester College of Music. Daneben leitete er Musikvereine in Lancashire und Yorkshire und gab von 1885 bis 1888 die Quarterly Music Review heraus.

## Werke und Schriften
- Twelve Tunes to Original or Favourite Hymns, 1867
- Harmony of Sounds, drei Ausgaben: 1871, 1872, 1879
- Wesley Tune Book, 1872 (Hrsg.)
- Grammar of Music, 1879
- First Lessons in Singing, 1881
- Part Writing or Modern Counterpoint, 1884
- Harmony or Counterpoint, 1889
- Harmony, Choral or Counterpuntal, 1894